# ハーディ＝リトルウッドの不等式
数学の解析学の分野において、ゴッドフレイ・ハロルド・ハーディとジョン・エデンサー・リトルウッドの名にちなむハーディ＝リトルウッドの不等式（ハーディ＝リトルウッドのふとうしき、英: Hardy-Littlewood inequality）とは、f と g が n 次元ユークリッド空間 Rn 上で定義される非負の可測 実函数で、無限大で消失するものであるときに成り立つ次の不等式のことをいう。
{\displaystyle \int _{\mathbb {R} ^{n}}f(x)g(x)\,dx\leq \int _{\mathbb {R} ^{n}}f^{*}(x)g^{*}(x)\,dx.}
ここで  f* と g* はそれぞれ f(x) と g(x) の対称減少再配分である。

## 証明
レイヤーケーキ表現より、次が成り立つ
{\displaystyle f(x)=\int _{0}^{\infty }\chi _{f(x)>r}\,dr}
{\displaystyle g(x)=\int _{0}^{\infty }\chi _{g(x)>s}\,ds}。
ここで {\displaystyle \chi _{f(x)>r}} は次の部分集合 E f の指示函数を表す：
{\displaystyle E_{f}=\left\{x\in X:f(x)>r\right\}.\,}
同様に {\displaystyle \chi _{g(x)>s}} は次の部分集合 E g の指示函数を表す。
{\displaystyle E_{g}=\left\{x\in X:g(x)>s\right\}.\,}
すると、次が成り立つ。
{\displaystyle \int _{\mathbb {R} ^{n}}f(x)g(x)\,dx=\displaystyle \int _{\mathbb {R} ^{n}}\int _{0}^{\infty }\int _{0}^{\infty }\chi _{f(x)>r}\chi _{g(x)>s}\,dr\,ds\,dx}
{\displaystyle =\int _{0}^{\infty }\int _{0}^{\infty }\int _{\mathbb {R} ^{n}}\chi _{f(x)>r\cap g(x)>s}\,dx\,dr\,ds}
{\displaystyle =\int _{0}^{\infty }\int _{0}^{\infty }\mu \left(\left\{f(x)>r\right\}\cap \left\{g(x)>s\right\}\right)\,dr\,ds}
{\displaystyle \leq \int _{0}^{\infty }\int _{0}^{\infty }\min \left(\mu \left(f(x)>r\right);\mu \left(g(x)>s\right)\right)\,dr\,ds}
{\displaystyle =\int _{0}^{\infty }\int _{0}^{\infty }\min \left(\mu \left(f^{*}(x)>r\right);\mu \left(g^{*}(x)>s\right)\right)\,dr\,ds}
{\displaystyle =\int _{0}^{\infty }\int _{0}^{\infty }\mu \left(\left\{f^{\ast }(x)>r\right\}\cap \left\{g^{\ast }(x)>s\right\}\right)\,dr\,ds}
{\displaystyle =\int _{\mathbb {R} ^{n}}f^{*}(x)g^{*}(x)\,dx}